# 閑院火災
閑院火災（かんいんかさい）とは、鎌倉時代の宝治3年2月1日（1249年3月16日）から翌日にかけて京都で発生した火災。当初、里内裏があった閑院が火元と言われたため、この名前がある。
大原野祭が行われた日の夜中子の刻ごろに発生した。出火元は閑院の北側にある二条大路の向かい側の建物であった（『増鏡』）。ただし、近衛兼経は当初出火場所が閑院と聞いて急遽駆けつけたと書き記している（『岡屋関白記』）。後深草天皇と同居していた仙華門院（天皇の叔母）は宿直をしていた左中将藤原公直の牛車で閑院から退避し、剣璽なども閑院から運び出された。治天の君である後嵯峨上皇の指示で西園寺実氏が所有していた冷泉富小路殿を代わりの里内裏とすることになったが、本来天皇の外出の際には鳳輦を用いることになっていたこと（『岡屋関白記』）、また方違が必要との指摘もあって（『増鏡』）、後深草天皇は一旦院御所のある冷泉万里小路殿に避難の後、改めて鳳輦に乗り換えて冷泉富小路殿に入った（『園太暦』観応元年12月10日条）。火災は北風に乗って火元の南側の閑院に飛び火したとみられるが、冷泉万里小路殿と冷泉富小路殿は閑院から見て東北東にそれぞれ約700ｍおよび900ｍしか離れていないにもかかわらず天皇の避難場所とされていることから、京都の象徴とも言える皇居・閑院は全焼したものの、火災の規模自体はそれほど大きくなかったとみられている。なお、出火原因については『岡屋関白記』は放火であるとの目撃情報があったとしている。
事態を受けた朝廷では祈年祭や春日祭、釈奠といった予定されていた行事の延期並びに簡略化が行われた他、2月28日には伊勢神宮や石清水八幡宮、賀茂社、平野社、春日社、祇園社、北野社、日吉社の8つの主要神社に使者を立てて内裏の焼失を報告し、3月18日には元号を「建長」と改元した。しかし、それからわずか5日後には閑院火災を遙かに上回る規模の大火災が三条以南を襲うことになる（建長の大火）。なお、閑院の再建は鎌倉幕府の協力もあって2年後の建長3年（1251年）6月に完成している。